# Botryobasidium ponderosum
Botryobasidium ponderosum är en svampart som beskrevs av M.J. Larsen 1996. Botryobasidium ponderosum ingår i släktet Botryobasidium och familjen Botryobasidiaceae.  Arten är reproducerande i Sverige. Inga underarter finns listade i Catalogue of Life.